# Ffmpeg2theora
ffmpeg2theora編碼器，可以將任何格式的影音媒體檔案轉換成 ogg 檔案。作者以傳統的C語言編寫這套軟體，主要是利用大量的資料結構和指標來編寫程式。由於這個編碼器是採用命令列的操作模式，對於不熟悉命令列介面的人來說較為不便。

## 外部連結
- （英文）ffmpeg2theora 官方網站（页面存档备份，存于）
- （英文）存放 ffmpeg2theora 原始碼的目錄（页面存档备份，存于）

1. ↑  http://v2v.cc/~j/ffmpeg2theora/index.html; 检索日期: 2019年8月2日.